# Teodor II Paleolog (władca Montferratu)
Teodor II Paleolog (ur. 1364, zm. 16 kwietnia 1418) – markiz Montferratu w latach 1381-1418. 

## Życiorys
Był synem Jana II Paleologa i Izabeli z Majorki (1337–1406), córki Jakuba III, ostatniego króla Majorki.  
Pierwszą żoną Teodora II była Argentina Malaspina. W 1393 poślubił Joannę, córkę księcia Bar Roberta I, z którą miał troje dzieci.  
Pierwsze dziecko, córka Sybilla (1397–1401), zmarła w dzieciństwie. Drugą córką była Zofia z Montferratu od 1424 żona cesarza bizantyńskiego Jana VIII Paleologa. Trzecim dzieckiem i następcą Teodora był jego jedyny syn Jan Jakub Paleolog. Joanna zmarła 15 stycznia 1402. Teodor ożenił się 17 stycznia 1403 po raz trzeci, z Małgorzatą Sabaudzką-Achaja, która była najstarszą córką Amadeusza, księcia Achai i Katarzyny Genewskiej. Z Małgorzatą nie miał dzieci, żona przeżyła Teodora o 46 lat i zmarła 23 listopada 1464. 